# 石田晋也
石田晋也（いしだ しんや）は、日本の財務・金融官僚。

## 来歴
長野県出身。長野県諏訪清陵高等学校を経て、東京大学経済学部卒業。1990年 大蔵省入省（主計局総務課）。国際通貨基金（IMF）、青森県庁、金融庁、主計局などで勤務し、2006年より本格的に金融行政の道を歩んでいく。2021年7月8日 金融庁総合政策局審議官（監督局担当）。2022年6月24日 金融庁総合政策局総括審議官兼公文書監理官。2025年7月1日、金融庁監督局長。

## 職歴
- 1990年4月：大蔵省入省（主計局総務課）。
- 1991年：主計局法規課[2]。
- 1992年：主計局付（カリフォルニア大学サンディエゴ校IRPS大学院留学（ICAP））。
- 1993年：国際通貨基金（IMF）日本理事補。
- 1997年7月：大臣官房調査企画課長補佐（内国調査）[3]。
- 1998年：青森県農林部農業経済課長。
- 2000年：青森県総務部財政課長。
- 2001年：金融庁監督局総務課長補佐（安定化1）[4]。
- 2003年：財務省主計局法規課長補佐（法規1）[4]。
- 2004年7月：主計局主計官補佐（経済産業第1､2係主査）。
- 2006年：金融庁監督局総務課長補佐（総括）。
- 2007年：金融庁総務企画局政策課総括企画官。
- 2008年7月4日：金融庁監督局総務課コングロマリット室長 兼 金融庁監督局総務課監督企画室長。
- 2008年8月2日：金融庁総務企画局総務課企画官 兼 茂木敏充金融担当大臣秘書官（事務担当）。
- 2008年9月24日：金融庁総務企画局企画課保険企画室長。
- 2009年7月14日：金融庁総務企画局付。
- 2009年7月21日：金融庁総務企画局付、東京大学公共政策大学院教授。
- 2011年7月21日：金融庁証券取引等監視委員会事務局開示検査課長。
- 2011年11月10日：金融庁総務企画局付 兼 内閣府政策統括官（防災担当）付参事官付 兼 内閣府東日本大震災事業者再生支援機構設立準備室参事官。
- 2012年2月22日：東日本大震災事業者再生支援機構東京本部企画調整室長。
- 2013年6月28日：金融庁監督局銀行第二課長 兼 金融庁監督局総務課。
- 2015年7月9日：金融庁監督局銀行第一課長 兼 金融庁監督局総務課。
- 2016年6月17日：金融庁総務企画局総務課長。
- 2018年7月17日：金融庁総合政策局秘書課長。
- 2019年7月1日：金融庁総合政策局秘書課長 兼 金融庁総合政策局秘書課情報化統括室長。
- 2019年7月5日：金融庁総合政策局参事官（監督局担当）。
- 2021年7月8日：金融庁総合政策局審議官（監督局担当）。
- 2022年6月24日：金融庁総合政策局総括審議官兼公文書監理官。
- 2022年7月：故安倍晋三国葬儀葬儀実行幹事会幹事[5]。
- 2025年7月1日：金融庁監督局長[1]